# Skróty i skrótowce używane w NATO – L
- LA – Laos – Laos
- LAA
  - Anti-Air Warfare – przeciwlotnicze działania wojenne
  - Light Anti-Aircraft Artillery – lekka artyleria przeciwlotnicza
- LAAWC
  - Local Anti-Air Warfare Coordinator – lokalny koordynator działań obrony przeciwlotniczej w rejonie
  - Local Anti-Air Warfare Commander – lokalny dowódca działań obrony przeciwlotniczej w rejonie
- LANDCENT – Allied Land Forces Central Europe – Sojusznicze Siły Lądowe NATO w Europie Centralnej
- LANDJUT – Allied Land Forces, Schleswig-Holstein and Jutland – Sprzymierzone Siły Lądowe Szlezwiku-Holsztyna i Jutlandii
- LANDSOUTH – Allied Land Forces Southern Europe – Sojusznicze Siły Lądowe NATO w Europie Południowej
- LANDSOUTHCENT – Allied Land Forces South-Central Europe – Sojusznicze Siły Lądowe NATO w Europie Południowo-Centralnej
- LANDSOUTHEAST – Allied Land Forces South-Eastern Europe – Sojusznicze Siły Lądowe NATO w Europie Południowo-Wschodniej
- LANDZEALAND – Allied Land Forces, Zealand – Sprzymierzone Siły Lądowe Nowej Zelandii
- LAO – Laos – Laos
- LASWC
  - Local Anti-Submarine Warfare Commander – lokalny dowódca sił zwalczania okrętów podwodnych
  - Local Anti-Submarine Warfare Coordinator – lokalny koordynator sił zwalczania okrętów podwodnych
- LAT – Latitude – szerokość geograficzna

- LB – Lebanon – Liban

- LCC – Logistic Co-ordination Centre – logistyczne centrum koordynacyjne

- LGB – Laser Guided Bomb – bomba kierowana laserowo

- LIVEX – Live Exercise – ćwiczenia w warunkach rzeczywistych

- LLL – Low–Low–Low – nisko–nisko–nisko (profil lotu)
- LLRS – Low Level Radar System – radiolokacyjny system wykrywania na małych wysokościach
- LLTR – Low Level Transit Route – niska droga tranzytowa

- LN – Lead Nation – państwo wiodące

- LO – Liaison Officer – oficer łącznikowy
- LOAC – Law Of Armed Conflict – prawo konfliktów zbrojnych
- LOGASREQ – Logistic Assistance Request – zapotrzebowanie wsparcia logistycznego
- LOGASSESSREP – Logistic Assessment Report – logistyczny meldunek oszacowujący
- LOGDEFICIENCY – Logistic Deficiency – niedobory logistyczne
- LONG – Longitude – długość (geograficzna)
- LOSHADREP – Local Shipping Advisory Representative – Miejscowy Przedstawiciel-Doradca ds. Marynarki Handlowej

- LoA – Letter Of Agreement
  - porozumienie pisemne
  - umowa pisemne

- LPH – Landing Platform Helicopter – śmigłowcowiec, lotniskowiec śmigłowcowy

- LRSSM – Long Range SSM – kierowany pocisk rakietowy woda-woda dalekiego zasięgu

- LTM – Laser Target Marker – podświetlacz laserowy

- LZ – Landing Zone – strefa lądowania